# Banganapalle

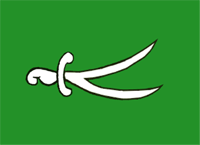
Estendard del nawab

Banganapalle fou un dels cinc estats tributaris protegits de la presidència de Madràs, sota l'agent polític de Kurnool (col·lector).

## Geografia
La superfície era de 712 km² i la població el 1901 de 32.979 habitants repartits en 63 pobles. La població el 1871 era de 45.208, però la fam del 1876-1878 la va reduir a 30.754 el 1881 i a 34.596 el 1891, per tornar a baixar després per la gana de finals del segle xix. La capital era Banganapalle (menys de 4000 habitants el 1901). Cinc sisenes parts de la població eren hindús i la resta musulmans. La llengua habitual era el telugu (81%) i seguia l'hindi (17%). Formaven part de l'estat fins a 18 subjagirs o jagirs vassalls que el 1901 s'havien reduït a 13. Quatre d'aquestos 18 eren de cortesans del nizam de l'Estat de Hyderabad i eren quasi independents i no pagaven impostos, i 8 almenys es podien recuperar exercint el dret reservat pels sobirà o negant el dret d'adopció a les dones que no era costum a l'època. Les despeses d'aquestos jagirs i les de palau deixaven exhauste el tresor de l'estat.
Limitava al nord amb les talukes de Ramallakota i Nandyal del districte de Kurnool, a l'est i sud amb Nandyal i Koilkuntla, i a l'oest amb Pattikonda i Koilkuntla. L'estat estava format per dues parts separades la principal a la zona del pas de Rampur a les muntanyes Erramala fins a Baganapalle i cap al sud al riu Kunderu; l'altra part eren tres pobles en una àrea de 50 km² rodejats de la taluka de Koilkuntla. El país, exceptuades les muntanyes Erramala, era pla. Els rius principals eren el Kunderu i el Jurreru (que passa per Baganapalle i desaigua al Kunderu) i al sud el rierol anomenat Paleru. Només el Jurreru porta aigua tot l'any.

## Història
Sultan Ismail Adil Shah de Bijapur va conquerir Banganapalle a Raja Nanda Chakravathy vers el 1601 i va conferir el càrrec de kiladar (comandant) i fawjadar (magistrat) al general que havia aconseguit el triomf, Siddhu Sumbal, que ho va conservar uns anys, fins al 1665.
El va succeir Muhammad Beg Khan-e Rosebahani que va morir vers 1686 sense hereus i el va succeir el seu net o fill adoptiu Muhammad Beg Khan Najm-i-Sani conegut com a Faiz Ali Khan Bahadur (1686-1759) fill suposat de Nawab Muhammad Taki Khan Bahadur els ancestres del qual eren: 
- Amir Yawar Ahmad Khan Najm-i-Sani (virrei sota Ismail I de Pèrsia) que havia emigrat a l'Índia en el regnat d'Akbar el Gran (i fou l'origen dels nawabs de Cambay i de Masulipatam)
  - Nawab Mirza Muhammad Bakir Khan Najm-i-Sani, que fou subadar de Multan, Oudh, Orissa, Gujarat i Delhi
    - Faiz Beg Najm-i-Sani
      - Ali Kuli Khan Bahadur, wazir de l'emperador Aurangzeb; era també net d'una germana de Imad al-Mulk Nawab Khwaja Muhammad Mubariz Khan Bahadur, Hizbar Jang, que fou subadar de Dècan i wazir.
        - Fazl Ali Khan I Bahadur, kiladar de Chenchelimala vers 1686-?
        - Faiz Ali Khan Bahadur, kiladar de Banganapalle 1686-1759 i després també de Chenchelimala per herència (vers 1738-1759)
          - Fazl Ali Khan II Bahadur 
            - Fazl Ali Khan III Bahadur, kiladar de Chenchelimala i Banganapalle 1759-1768

        - Yusuf Khan Bahadur
          - Nawab Muhammad Taqi Khan Bahadur, nawab de Masulipatam
            - Hasan Ali Khan Bahadur

Faiz fou confirmat pels mogols (que aquell mateix any 1686 van conquerir Bijapur) mercès a la intervenció del seu oncle matern Nawab Khwaja Muhammad Mubariz han Bahadur, subadar d'Aurangzeb al Dècan. Faiz Ali Khan i el seu germà (gran) foren oficials militars de prestigi del sultà de Bijapur i després del 1686 dels mogols. Pel mateix temps que Faiz heretava Baganapalle el seu germà rebia el feu de Chenchelimala. En una data propera al 1719 els mongols van confirmar a Faiz en la possessió de Banganapalle i a Fazl en la de Chenchelimala.
Fazl al morir (la mort fou vers el 21 d'abril de 1738, la data exacta no se sap) va llegar Chenchelimala al seu germà petit Faiz. Quan Faiz va morir el 1759, i potser per haver mort Fazl Ali Khan II (que devia governar Chenchelimala), el va succeir el seu net, Fazl Ali Khan III, de nom de naixement Ghazanfar Ali Mirza, que fou jagirdar de Banganapalle i Chenchelimala; només tenia uns 10 anys i es va establir una regència que va dirigir el marit de la seva tia materna, Muhammad Beg Khan-i-Lang, entre 1758 i 1767. El nizam de l'Estat de Hyderabad el va confirmar el 17 de gener 1765 i al servei del nizam va obtenir diversos rangs i el títol de kan bahadur (11 de febrer de 1765); va assolir plens poders el 1767 després d'expulsar al regent; va rebré els títols de Qum Qam al-Daula i Shamsher Jang Gulli, i va morir el 1769 sense fills.
La família reial de Banganapalle (dinastia Naqdi) fa remuntar els seus orígens a Sayyid Muhammad Khan Ruzvi, que fou gran visir del xa Abbas II de Pèrsia (1642-1666). Va tenir dos fills, Husain Ali Khan i Thaher Ali Khan; el segon, el petit, va haver de fugir de Pèrsia per l'enfrontament amb el seu germà i va entrar al servei del sultà de Bijapur, i va arribar a estar al servei d'un dels ministres de la cort; es va casar amb una filla del sultà Ali Adil Shah cosa que el va portar a una posició important dins el sultanat. Thaher va ser assassinat al cap d'un temps pels seus cunyats, i la seva esposa va fugir a Arcot (al Carnàtic) amb els seus dos fills menors d'edat. Aquestos dos fills eren Asad Ali Khan i Muhammed Khan Nughdi; el segon va esdevenir mansubar (un rang mogol) sota el nawab d'Arcot Muhammad Saadat-Allah Khan I (1710-1732); es va casar amb una neta de Faiz Ali Khan (el ja esmentat kalidar de Banganapalle del 1686 al 1759) amb la que va tenir dos fills: el gran Husain Ali Khan I (Muzaffar al-Mulk) va heretar Banganapalle a la mort sense fills de Fazl Ali Khan III (7 d'abril de 1769); el segon Asad Ali Khan, va rebre Chenchelimala en jagir (que no havia estat confirmat a Fazl Ali Khan III el 1765).
En els documents dels nawabs hi figura un primer nomenament en la persona de Husain Ali Khan, el germà de Muhammed Khan Nughdi, que fou nomenat kiladar (comandant) i fawjdar (magistrat) de Baganapalle pel nizam el 1761 en el lloc de Muhammad Beg. La personalitat d'aquest darrer és confusa; per uns era el seu avi Muhammad Khan Ruzvi, i per altres seria Muhammad Beg Khan-e Rosebahani (1665-1686) que efectivament va adoptar un fill el 1718 de nom Husain Ali Khan. El 1759 a la mort de Faiz Ali Khan, Banganapalle havia passat al seu net Fazl Ali Khan III, però aquest era menor, i per exemple el feu de Chenchelimala no li fou confirmat, de manera que és possible que el nizam hagués concedit en algun moment els títols de kiladar (comandant) i fawjdar (magistrat) a Husain Ali Khan, que si fou adoptat el 1718 o 1719 ja devia un home d'almenys 45 anys i probablement més gran, cosa que quadraria bé amb la seva mort el 1783; altra cosa se si finalment va poder fer valer els títols el 1761, 1765 o va haver d'esperar el 1769 com sembla probable almenys per Banganapalle.
En els següents anys el territori de Banganapalle va passar a mans del raja de Mysore Haidar Ali (que va pujar al tron el 1759). Husain Ali Khan va reconèixer la sobirania de Mysore i el mateix va fer el seu germà Asad Ali Khan de Chenchelimala. Al començament del regnat de Tipu Sultan, el 1783, es parla en una carta de confirmació, de la mort recent de Husain Ali Khan (que s'hauria produït el 26 d'agost de 1783 quan anava de Mysore a Banganapalle); en aquesta carta el rajà donava el jagir de Baganapalle a Ghulam Ali Khan, fill de Husain Ali Khan que va quedar sota regència del seu oncle Asad Ali Khan de Chenchelimala; aquest Asad tenia una sola filla que més tard es va casar amb Ghulam.
Ghulam a governar sota regència del seu oncle Asad Ali Khan fins al 1784. En aquest any Tipu Sultan li va escriure una carta en que el requeria a la seva presència, i després una altra en la qual no acceptava les raons donades per no comparèixer; les causes profundes del conflicte són desconegudes però Tipu Sultan va envair els seus territoris i va assaltar Banganapalle on el general Muhammad Yusuf va exercir com a kiladar. Asad i Ghulam van fugir al territori del nizam de l'Estat de Hyderabad; van entrar al servei del nizam i van rebre diversos rangs; Ghulam va perdre els dits de la mà dreta en una batalla contra els marathes. El 21 de setembre de 1789 l'exèrcit de Tipu Sultan a Banganapalle i Chechelimala (manat per Muhammad Yusuf i Kutb al-din) fou derrotat decisivament per Asad Ali Khan a Tammadapalle. El 1790 Asad estava a Banganapalle però Ghulam va preferir restar a Hyderabad amb la seva família.
Un document del nizam del 1790 concedia Banganapalle en jagir a Ghulam Ali Khan i a Asad Ali Khan conjuntament. Encara que el document té una autenticitat dubtosa el cert és que a la correspondència del 1800 encara apareixen els dos mateixos com a jagirdars conjunts de Banganapalle. Asad Ali Khan va cedir al seu nebot i gendre Ghulam Ali Khan el feu de Chenchelimala en una data incerta, com a dot quan Ghulam es va casar amb l'única filla de Asad, que així va esdevenir el seu sogre. Asad, que probablement governava Banganapalle sol, va morir el 1815.
El 1800 el nizam va transferir els seus drets quan va cedir els territoris que els britànics van anomenar Províncies Cedides i Conquerides amb Kurnool com a capital, a canvi d'una força militar de protecció que s'havia d'estacionar al seu territori i per pagar les despeses d'aquesta força. Els britànics van respectar als jagirdars de Baganapalle i Chenchelimala que el 1800 eren Asad Ali Khan i Ghulam Ali Khan. Els dos jagirdars no van pagar mai tribut als britànics; el 1815 Asad Ali Khan va morir i Ghulam Khan que governava Chenchelimala, va assolir el govern únic als dos territoris. El 1820, per prevenir lluites pel tron, Ghulam Ali Khan va cedir diverses viles als seus parents, cosins i altres, que serien subjagirs, que no eren sempre hereditaris (però ho podien ser i de fet ho eren) i podien ser recuperats a voluntat pel nawab; el 1821 Ghulam Ali Khan encara es considerava feudatari de l'Estat de Hyderabad.
Ghulam va abdicar en favor del seu fill gran Husain Ali Khan II el 8 de setembre de 1822 i va morir a Hyderabad el 4 de juny de 1825 (sent enterrat a Banganapalle). L'administració es va complicar, els deutes van pujar i finalment el 1831 el jagirdar va abandonar el territori i els britànics van agafar l'administració el 1832 de manera provisional. El 1835 es va proclamar oficialment la incorporació i l'administració britànica, i Banganapalle va passar dependre del govern de Madras fins al 1848; la decisió del 1835 anava contra l'acord amb el nizam i aquest va protestar (1837) i el 1838 fou anul·lada i restablerta la simple administració que va durar deu anys més; quan el jagir va quedar lliure de deutes (1848) fou retornat a la dinastia el 12 de juliol de 1848 però Husain Ali Khan II va morir al cap de pocs dies durant els preparatius i el jagir va passar a Ghulam Ali Khan II (net de Ghulam Ali Khan I que era fill de Fath Ali Khan germà de Husain Ali Khan II), que el va rebre, com abans, sense pagar tribut. Un sanad fou emès en aquest sentit el 1849 i un altre sanad successori fou emès el 1862 garantint la successió legitima segons la llei islàmica.
Ghulam Ali Khan II va morir el 1868 i el va succeir el seu cosí i gendre Fateh Ali Khan (fill d'Asad Ali Khan Bahadur que fou subadar de Cuddappah, germà de Ghulam Ali Khan II), que el 24 de gener de 1876 va rebre el títol hereditari de nawab. Degut al seu mal govern fou destituït de l'administració el 31 de gener de 1905, i la direcció dels afers encarregada a un subagent polític; Fateh va morir al cap de tres mesos (21 d'abril) i el va succeir el seu fill Ghulam Ali Khan III de 31 anys però durant un temps el subagent polític va continuar l'administració fins al 12 de desembre de 1908; va morir a Banganapalle el 22 de gener de 1922 i el va succeir el seu fill Fazli Ali Khan de 20 anys, que va regir el principat fins a l'accessió a l'Índia el 23 de febrer de 1948. Va morir l'1 de juliol de 1948.

## Castes
els kapus eren la casta agrícola principal (21%) seguits dels males i madiges; els golles (pastors) eren uns 2500 i els boyes (casadors) uns 2000. Entre els musulmans els shaikhs eren la tribu principal (16%); la majoria eren sunnites però el nawab era xiïta.

## Segells
El nawab disposava d'una administració pròpia per segells de correus i fiscals basat en la Indian Stamp Act. El sistema fou incorporat al sistema postal britànic el gener de 1900.

## Exèrcit i policia
L'estat no tenia exèrcit però si una força de policia de 5 caps, 59 agents i un trompeter, assistits per 131 talaiydris. Hi havia cinc thanes o estacions de policia i una presó a Banganapalle.

## Bandera i escut
La bandera del nawab era verda amb una espasa zulfikar blanca horitzontal, amb el puny a la part del pal.
La bandera de l'estat eren rectangular horitzontal de vermell sobre marron i al centre l'escut a tot color.
L'escut era un fortí sobre dues llances creuades, tot en or, amb dos banderes verdes bifurcades penjades a les llances cadascuna amb una espasa zulfikar amb les puntes cap a les llances; cordes des del cap de cada llança; sota l'escut una estilitzada cinta amb el lema "Magna est veritas et praevalebit" en or sobre sinople (verd). Damunt de l'escut una gorra sota una estrella i una mitja lluna tot en or; llambrequins daurats. Els suports eren cavalls rampants de gules i or.

## Llista de governants
- Siddhu Sumbal, general 1601-1665
- Muhammad Beg Khan-e Rosebahani 1665-1686

Dinastia Najm-i-Sani
- Nawab Faiz Ali Khan I Bahadur (1686-1759)
- Nawab Fazl Ali Khan II Bahadur a Chenchelimala, abans de 1759 (fill)
- Nawab Fazl Ali Khan III Bahadur (1759-1769) (fill)

Dinastia Nakdi o Naqdi
- Sayyid Husain Ali Khan I Bahadur Muzaffar al-Mulk 1761 o 1769-1783
- Sayyid Ghulam Muhammad Ali Khan I Bahadur 1783-1784
- Muhammad Yusuf, general 1784-1789 (no membre de la dinastia)
- Sayyid Asad Ali Khan I (germà de Husain Ali Khan I) vers 1790-1815 (concedit junt amb al seu nebot Ghulam Ali Khan I)
- Ghulam Ali Khan I Mansur al-Dawla (nebot d'Asad Ali Khan II) 1790-1822 (junt amb el seu oncle Asad Ali Khan I)
- Husain Ali Khan II (fill) 1822-1831
- Administració del govern britànic de Madras 1831-1835
- Annexió 1835-1838
- Administració del govern britànic de Madras 1838-1848
- Husain Ali Khan II 1848 (segona vegades, uns dies al juliol)
- Sayyid Ghulam Ali Khan II Mansur al-Dawla (fill de Fateh Ali Khan, net i gendre de Husain Ali Khan II) 1848-1868
- Nawab Sayyid Fateh Ali Khan Bahadur 1868-1905 (cosí i gendre) primer nawab 1876
- Nawab Sayyid Ghulam Ali Khan III Bahadur (fill) 1905-1922
- Nawab Sayyid Fazl Ali Khan III Bahadur (fill) 1922-1948
- Nawab Sayyid Ghulam Ali Khan IV Bahadur (títol únicament 1948-1983)
- Nawab Sayyid Fazl Ali Khan IV Bahadur (títol únicament 1983-)

## Nota
1. ↑  data poc probable ja que hauria hagut de tenir aleshores almenys 85 anys
2. ↑  efectivament se sap que Muhammad Beg Khan-e Rosebahani va adoptar un fill vers 1718/1719 però el seu nom era Husain Ali Khan
3. ↑  cosa improbable ja que aquest servia a Pèrsia i no va anar a l'Índia que se sapiga